# Roberto Matosas
Roberto Matosas Postiglione (Mercedes, 1940. május 11. –) uruguayi válogatott labdarúgó, edző.

## Pályafutása

### A válogatottban
1963 és 1971 között 20 alkalommal szerepelt az uruguayi válogatottban. Részt vett az 1970-es világbajnokságon.

## Sikerei, díjai

### Játékosként
Peñarol
- Uruguayi bajnok (5): 1961, 1962, 1964, 1965, 1973
- Copa Libertadores (1): 1961
- Interkontinentális bajnokok szuperkupája (1): 1969

Deportivo Toluca
- Mexikói bajnok (1): 1975